# Rudi Alt
Rudolf „Rudi“ Alt (* 7. Februar 1914 in Bildstock; † 31. Mai 2002 in Merzig) war ein deutscher Prokurist und  Mitglied der Widerstandsgruppe „Weiße Rose“.

## Leben
Rudi Alt wurde als Sohn des Lehrers Wilhelm Alt (1884–1966) und seiner Ehefrau Wilhelmine Hens (1892–1986) geboren. Am 16. Januar 1946 heiratete er in Bernkastel Kläre Dahm (1920–2010), mit der er vier Töchter und zwei Söhne hatte.
Nach dem Abitur am Sulzbacher Gymnasium (1934) begann er mit dem Studium der Katholischen Theologie und Philosophie an der Universität Trier. Alt engagierte sich in der katholischen Jugendorganisation ND, aus der einige Mitglieder zum Kreis der Weißen Rose gehörten. Dort lernte er Willi Graf kennen. Es entstand eine Freundschaft, die Alt zu der Widerstandsgruppe Weiße Rose führte, in der Willi Graf (12. Oktober 1943 durch das Fallbeil getötet) zum inneren Kreis  gehörte.
1936, als er zum Reichsarbeitsdienst einberufen wurde, kam das Verbot der Jugendorganisation „Neu-Deutschland“ durch die Nationalsozialisten. Alt musste in den Jahren von 1939 bis 1942 Kriegsdienst leisten, wobei er im Kampf um die Festung Sewastopol im November 1941 schwer verwundet wurde. Von Mitte des Jahres 1942 an studierte er Klassische Philologie und Geschichte an der Albert-Ludwigs-Universität Freiburg. Am 9. März 1943 wurde er dort wegen seiner Mitarbeit bei der Weißen Rose verhaftet und zu einer siebenjährigen  Haftstrafe verurteilt. Auf Anordnung des Reichsführers SS Heinrich Himmler wurde Alt wegen seiner Kriegsverletzung am 17. März 1943 aus der Haft entlassen.
Am 11. November 1944 verzog Alt nach Merzig, um zunächst als Prokurist in der Tabakfabrik Fuchs und später bei der Firma Villeroy & Boch, die in Merzig Sanitärkeramik herstellte, zu arbeiten.